# بخش مرکزی شهرستان مشگین‌شهر
بخش مرکزی شهرستان مشگین‌شهر یکی از بخش‌های تابعه شهرستان مشگین‌شهر در استان استان اردبیل ایران است.

## تقسیمات کشوری
- بخش مرکزی شهرستان مشگین‌شهر
  - دهستان دشت
  - دهستان شعبان
  - دهستان مشگین شرقی
  - دهستان مشگین غربی

شهرها: مشکین‌شهر

## جمعیت
بنابر سرشماری مرکز آمار ایران، جمعیت بخش مرکزی شهرستان مشگین‌شهر در سال ۱۳۸۵ برابر با ۱۱۴٫۵۶۲ نفر بوده است.